# European Launcher Development Organisation

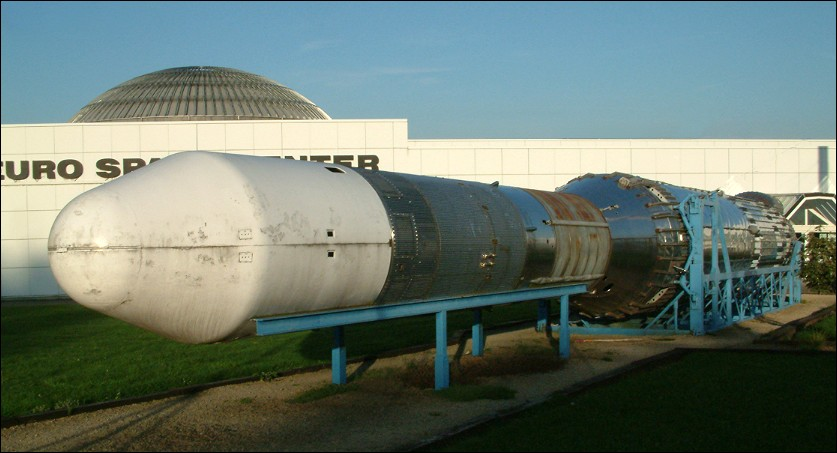
Europa II

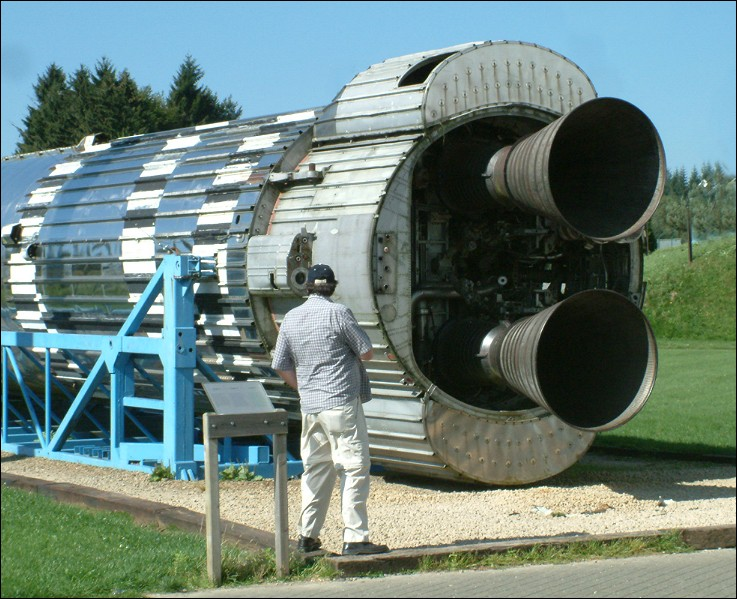
Rolls-RoyceRZ-12

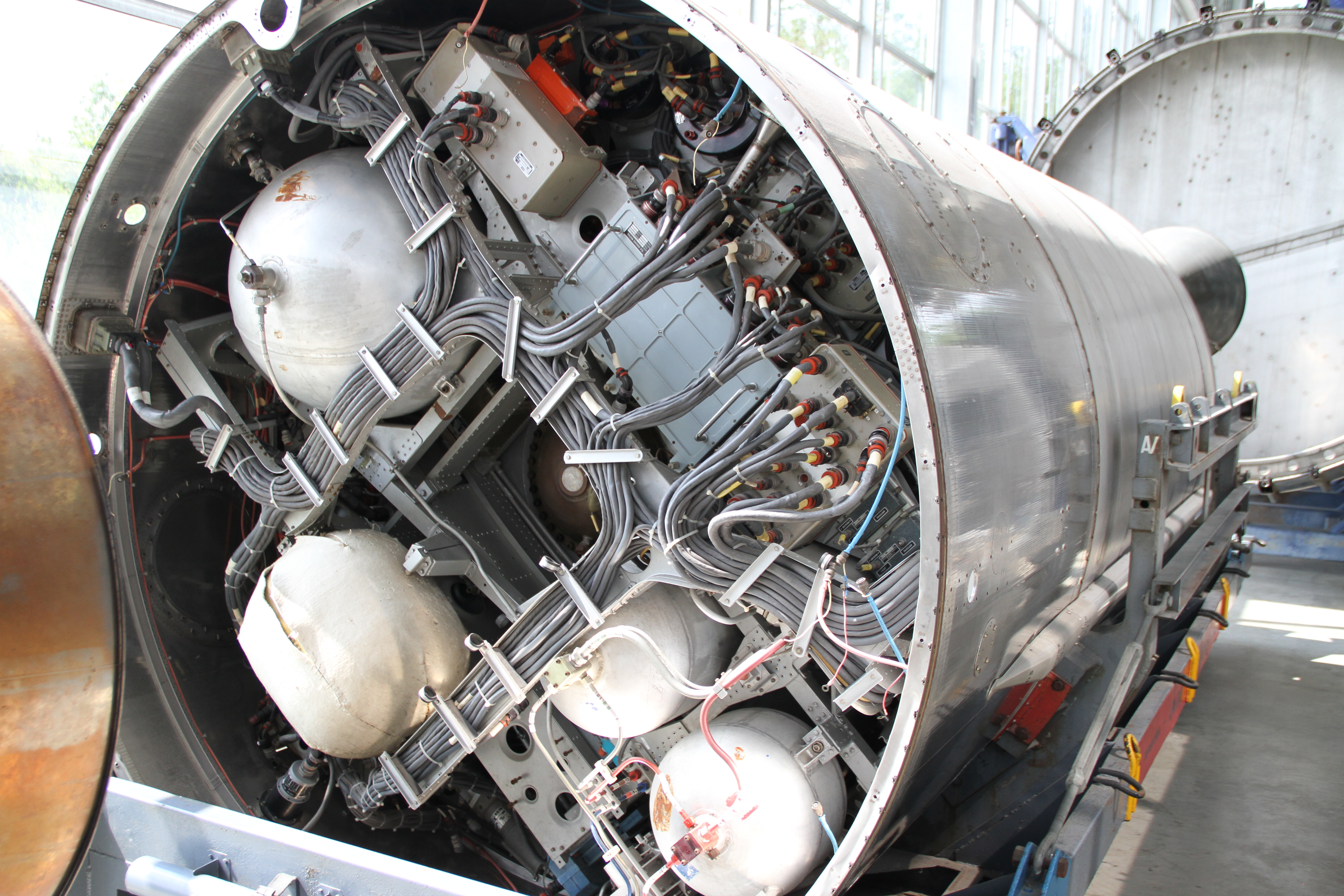
Coralie

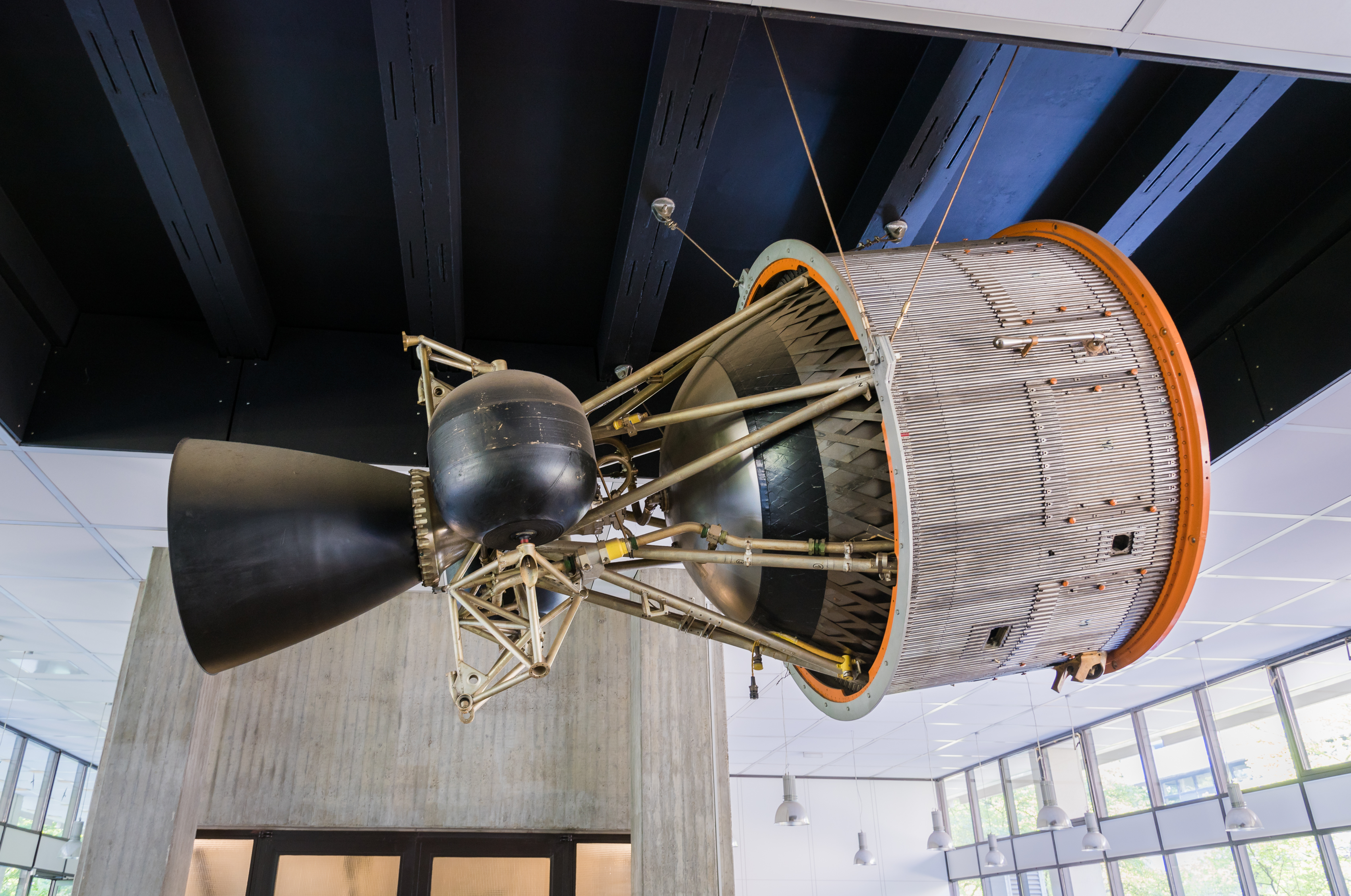
Astris

ELDO (European Launcher Development Organisation, en (català),Organització Europea per al Desenvolupament de Llançadores) va ser una organització europea fundada el 1964 per Alemanya, Austràlia, Bèlgica, França, Itàlia, Països Baixos i Regne Unit.
La participació d'Austràlia s'explica perquè aquesta nació va oferir una base de llançaments: el centre de Woomera. Després d'una sèrie de fracassos en el desenvolupament del coet Europa, principalment els llançaments dels coets  Europa I i Europa II i l'abandonament del projecte del coet Europa III, de problemes pressupostaris i de la sortida del Regne Unit de l'organització, es va decidir el trasllat de les proves al centre de Kourou (Guaiana Francesa) a instàncies de França. Va ser substituïda, juntament amb la ESRO, per la ESA.